# Kvarteret Silkesmassan

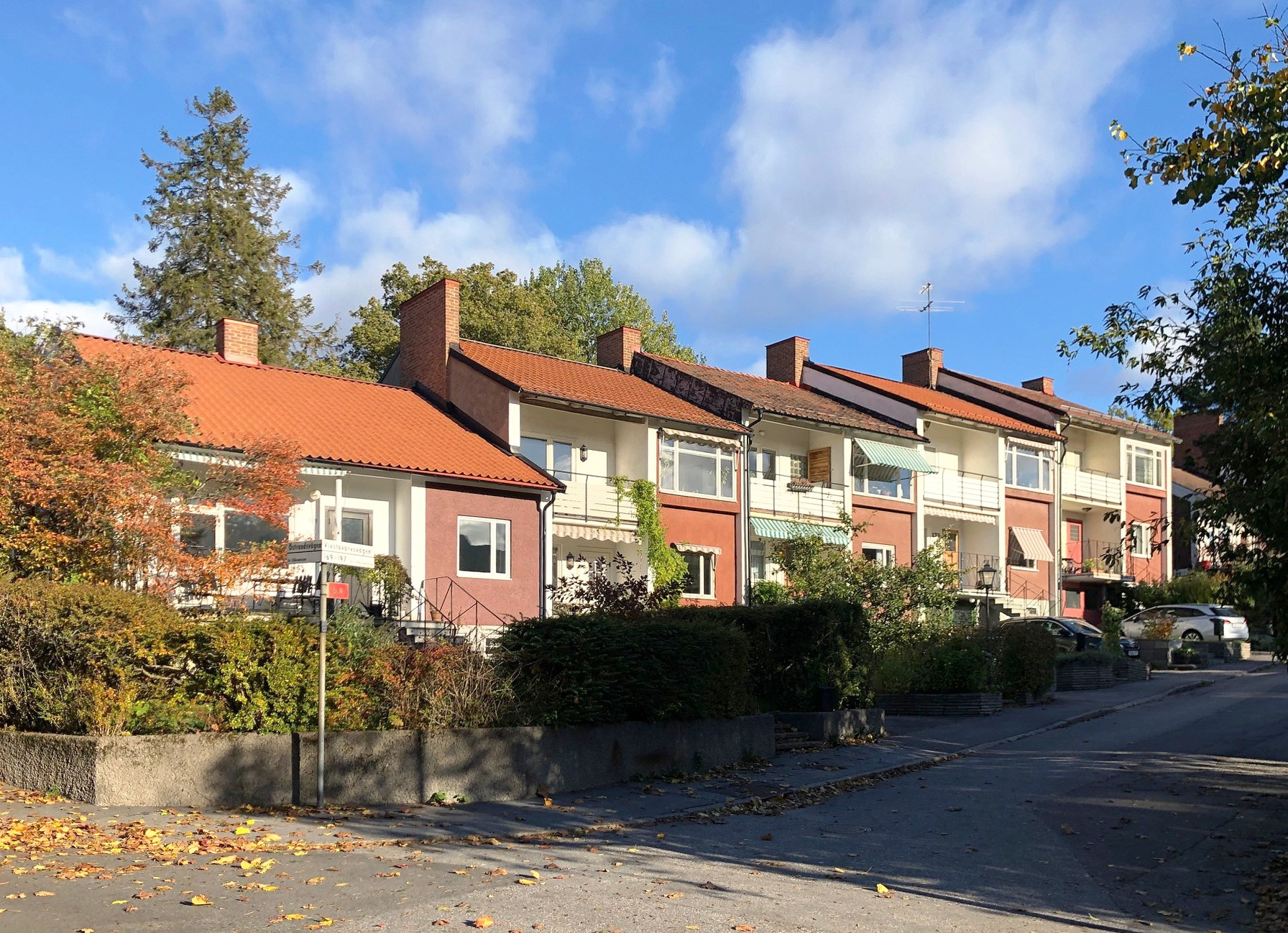
Kvarteret Silkesmassan

Kvarteret Silkesmassan ligger i Stureby på Vivstavarvsvägen 169–197 och består av 14 radhus i tre sammanhängande huskroppar. Tillsammans med Kvarteret Rispapperet och Kvarteret Blekeriet bildar de Vivstavarvsvägens radhusområde som är blåklassat av Stadsmuseet. En blåklassning av Stadsmuseet betyder att fastigheten har synnerligen högt kulturhistoriskt värde. Tillsammans med resten av radhusområdet är det den enda fastigheten i Stureby som är blåklassad.

## Bebyggelse
Ritningarna till radhusen utfördes av arkitekt Erik F. Dahl 1950 och inflytt skedde cirka ett år senare. I Kvarteret Silkesmassan utfördes radhusen i två variationer. De börjar på Vivstavarvsvägen 169 med en variation i en och en halv våning med garage i källarplan, därefter följer fyra hus i två våningar med tillhörande källare med garage. Fram- och baksida skiljer sig avsevärt från varandra med variationer i fönsterstorlek och utseende.
Då kvarteret ligger i en backe är de första två huskropparna, bestående av 10 radhus placerade med höjdskillnader mellan husen. Fram till den tredje huskroppen har vägen plattat till sig och radhusen ligger i fas med varandra. 
Husens entréer är indragna med varsin liten terrass med tillhörande balkong ovanför.